# Tom Araya
Tomás Enrique Araya Díaz, detto Tom (Viña del Mar, 6 giugno 1961), è un cantante e bassista cileno naturalizzato statunitense, cofondatore del gruppo thrash metal Slayer.

## Biografia

### Primi anni
Nasce in una famiglia di quattro fratelli (uno di essi, Johnny Araya, è il bassista dei Thine Eyes Bleed) e due sorelle. Intorno al 1966 la famiglia emigra in California. Araya inizia a suonare il basso all'età di otto anni e col fratello Johnny alla chitarra impara le canzoni dei Rolling Stones e dei Beatles.
Dopo il diploma frequenta un corso di fisioterapia, non trascurando comunque il basso. Poco dopo forma i Quits, dove conosce il chitarrista Kerry King. Il gruppo, tuttavia, non avrà lunga vita: nel 1981 Tom fonda gli Slayer insieme a King e dà così inizio ad una lunga scalata verso il successo.

### Slayer
Nel 1981 Araya viene contattato dallo stesso King per formare gli Slayer, nel quale avrà il ruolo di cantante e bassista. Gli Slayer sono considerati come uno dei gruppi thrash metal più influenti di quegli anni. Il primo album del gruppo, Show No Mercy, fu finanziato dallo stesso Araya e dal padre di King.
Araya è anche autore dei testi e nel corso degli anni ha più volte citato storie di noti serial killer; ad esempio, la canzone 213 tratta il caso di Jeffrey Dahmer, Dead Skin Mask quello di Ed Gein.
Nel 2002 Araya partecipò all'album tributo Rise Above: 24 Black Flag Songs to Benefit the West Memphis Three interpretando il brano Revenge.

## Vita privata
Nonostante le accuse di satanismo al gruppo, Araya ha ammesso la sua fede cristiana cattolica, precisando che "Cristo è venuto e ci ha insegnato l'amore verso gli altri. Predicava di accettare gli altri per quello che sono vivendo in pace e amore l'un l'altro [...] Io credo in un essere supremo. Un Dio che ama tutti."
Nel 2010 è stato sottoposto a un intervento chirurgico a causa di dolori alla vertebra cervicale e alla schiena.

## Strumentazione

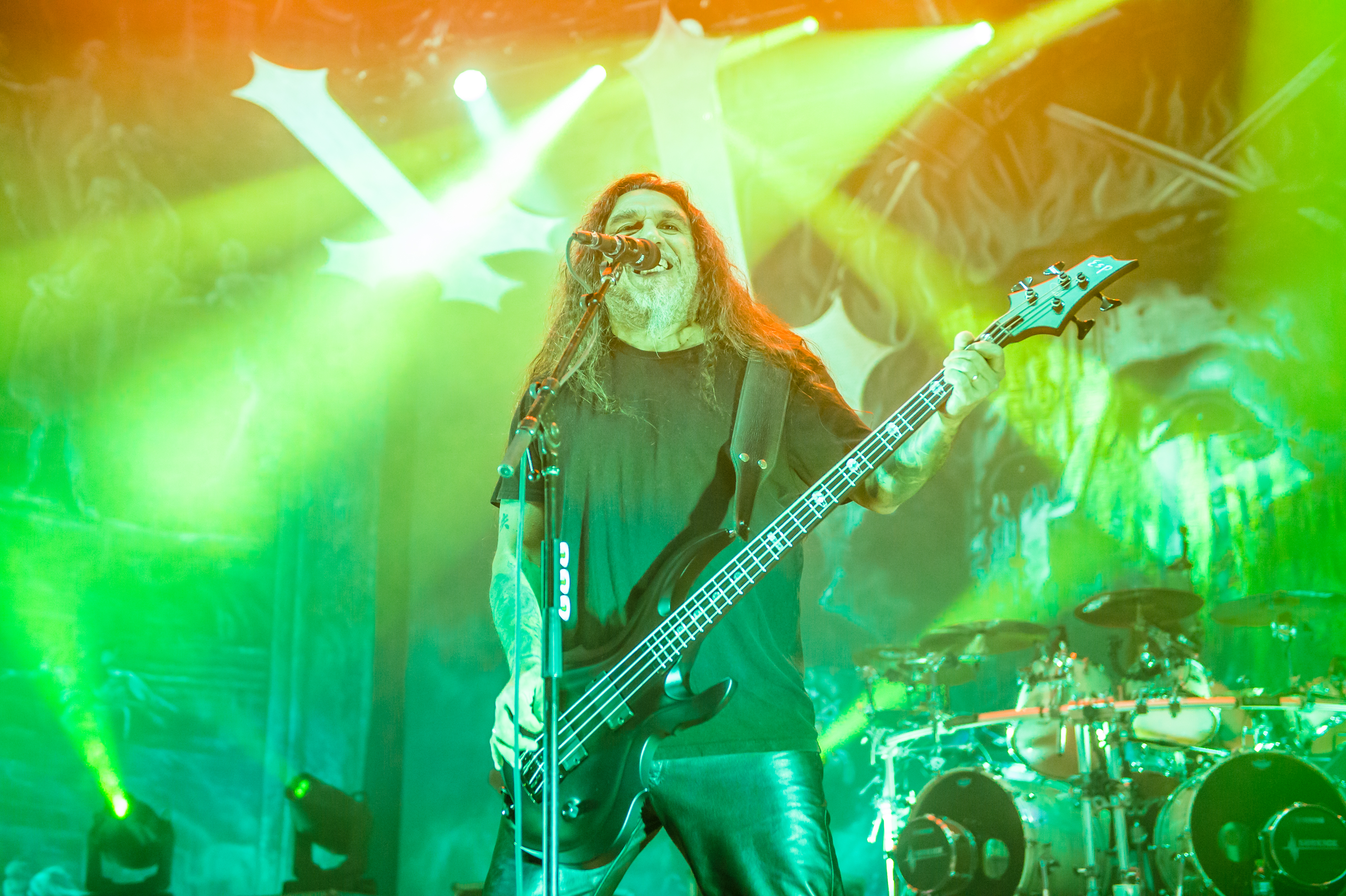
Araya nel 2014

Araya usa amplificatori Ampeg e bassi ESP, azienda giapponese che ha messo in commercio una linea di bassi firmati "Tom Araya".

## Discografia

### Con gli Slayer
- 1983 – Show No Mercy
- 1985 – Hell Awaits
- 1986 – Reign in Blood
- 1988 – South of Heaven
- 1990 – Seasons in the Abyss
- 1994 – Divine Intervention
- 1998 – Diabolus in Musica
- 2001 – God Hates Us All
- 2006 – Christ Illusion
- 2009 – World Painted Blood
- 2015 – Repentless

### Collaborazioni
- 1992 – Alice in Chains – Iron Gland (da Dirt)
- 2000 – Soulfly – Terrorist (da Primitive)
- 2016 – E.B.D.B. – Bootlegged in Roeselare - Live at De Verlichte Geest